# 湯姆歷險記 (2000年電影)
《湯姆歷險記》是一部2000年美國音樂喜劇動畫電影，由保羅·薩貝拉（Paul Sabella）和菲爾·門德斯（Phil Mendez）執導。影片於2000年4月4日上映，由米高梅動畫製作。這是米高梅動畫公司在2002年停業前的最後一部作品。電影改編自馬克·吐溫的經典名著《汤姆·索亚历险记》，不過其角色是以擬人化的動物形象代替人類。片中角色多數由鄉村音樂歌手配音及演唱歌曲。

## 生產
該片於1998年3月宣布開發。動畫部份由米高梅動畫公司負責，前期製作和後期製作過程都在美國進行，動畫則是由臺灣的宏廣卡通公司代工製作。和最初的規劃不同，這部電影沒有在影院上映，而是採取錄影帶首映方式。

## 主要角色
- 湯姆·索亞（Tom Sawyer），虎斑貓
- 哈克貝里·芬（Huckleberry Finn），狐狸
- 貝琪·柴契爾（Becky Thatcher），波斯貓
- 艾咪·勞倫斯（Amy Lawrence），貓

## 外部連結
- 互联网电影数据库（IMDb）上《Tom Sawyer》的资料（英文）
- AllMovie上《Tom Sawyer》的资料（英文）
- themoviedb.org Tom Sawyer (2000) — The Movie Database (TMDB) （页面存档备份，存于） （英文）